# 媚卡拉

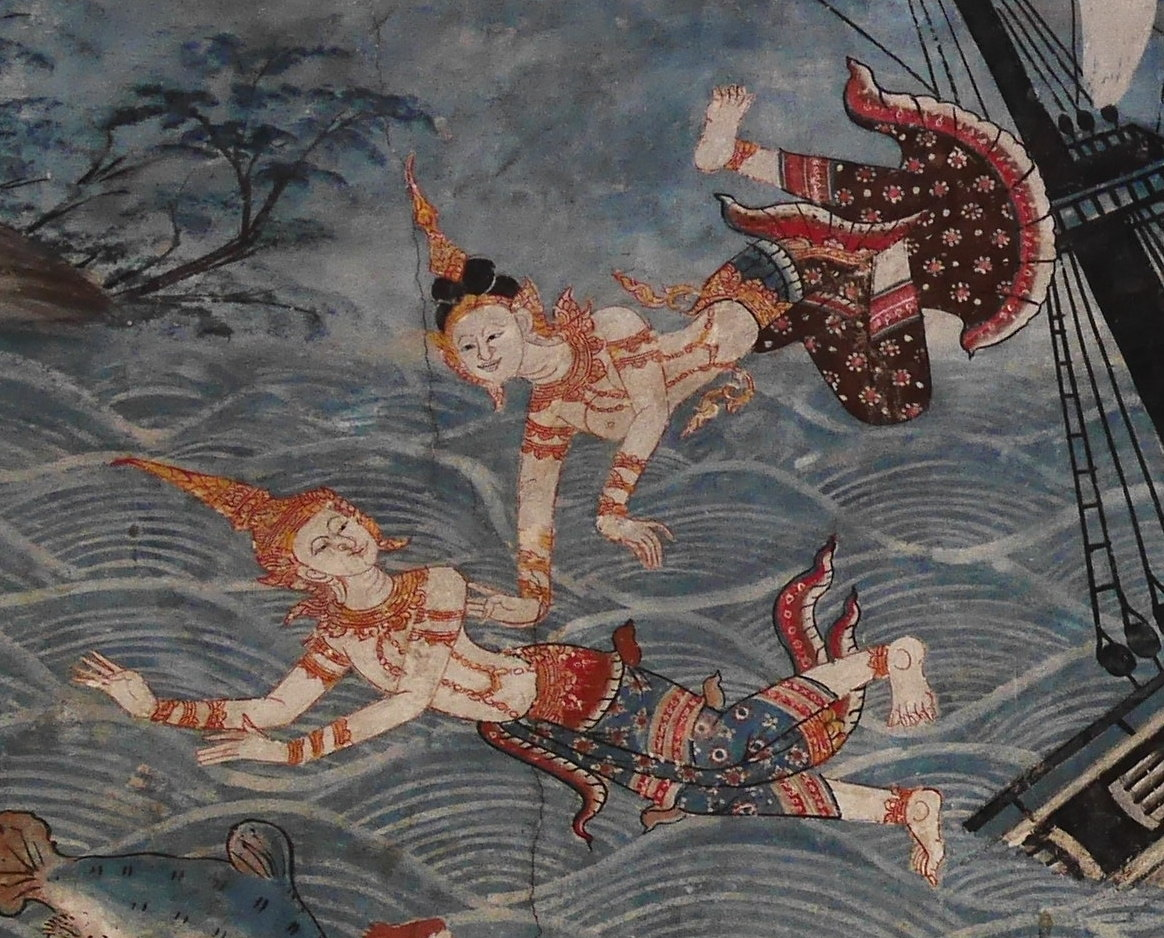
佛教本生故事《摩诃旃纳卡》中，媚卡拉从沉船中救出了旃纳卡王子。

媚卡拉，又名玛尼媚卡拉，是东南亚佛教神话中的闪电女神和海洋女神，相当于中国民間信仰中的电母。
在巴利语中，指的是一种宝石做的腰带，其中，maṇi意为“珍宝，宝石”（如意宝珠），mekhalā意为“腰带”。

## 传说
媚卡拉有一颗闪亮的如意宝珠（maṇi），喜欢抛在各个云朵之间上玩。有一个叫拉玛逊的夜叉用斧头作为武器，迷上了媚卡拉的宝珠和美貌，想请求媚卡拉索要宝珠，但是她不愿意。这时拉玛逊很生气，由于总是抓不到媚卡拉而扔着斧头，媚卡拉每次追逐都会及时闪避，用宝珠的闪光使得拉玛逊的眼睛看不清，导致斧头扔得不准确。
媚卡拉的宝珠发出的光明是闪电，而拉玛逊斧头劈开天空的声音是雷声，因此就有了雷电。

## 流行文化
- 2017年11月18日，于美国拉斯维加斯举行的2017环球小姐比赛中，选手玛丽亚·彭勒特拉普（英语：Maria Poonlertlarp）以“闪电女神媚卡拉戏珠”为主题的民族服饰亮相。[5]
- 泰语教科书《玛尼和她的朋友们》在小学三年级下册的第16课中有提到过媚卡拉和拉玛逊的故事。[6]
- 泰国气象局使用媚卡拉和拉玛逊的名字作为台风名称，請參閱台风米克拉及台风威马逊。[3]
- 泰国MCOT HD电视台曾在1950年代使用黑白的媚卡拉图像作为台标。[7]
- 泰国有一个娱乐电视奖项名为“媚卡拉奖”。

## 图库

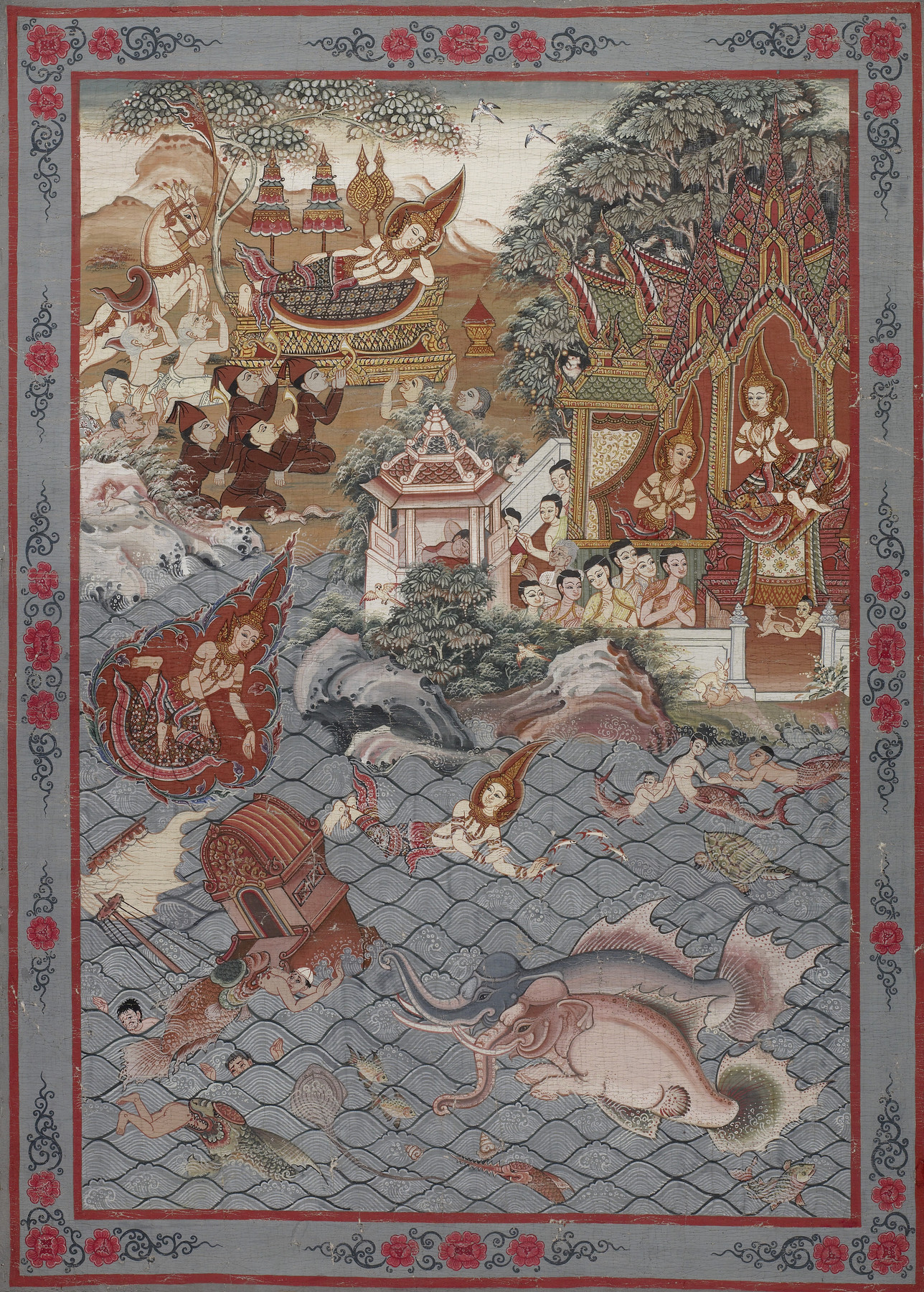
《摩诃旃纳卡本生》唐卡，现藏于沃尔特斯美术馆（英语：Walters Art Museum）。
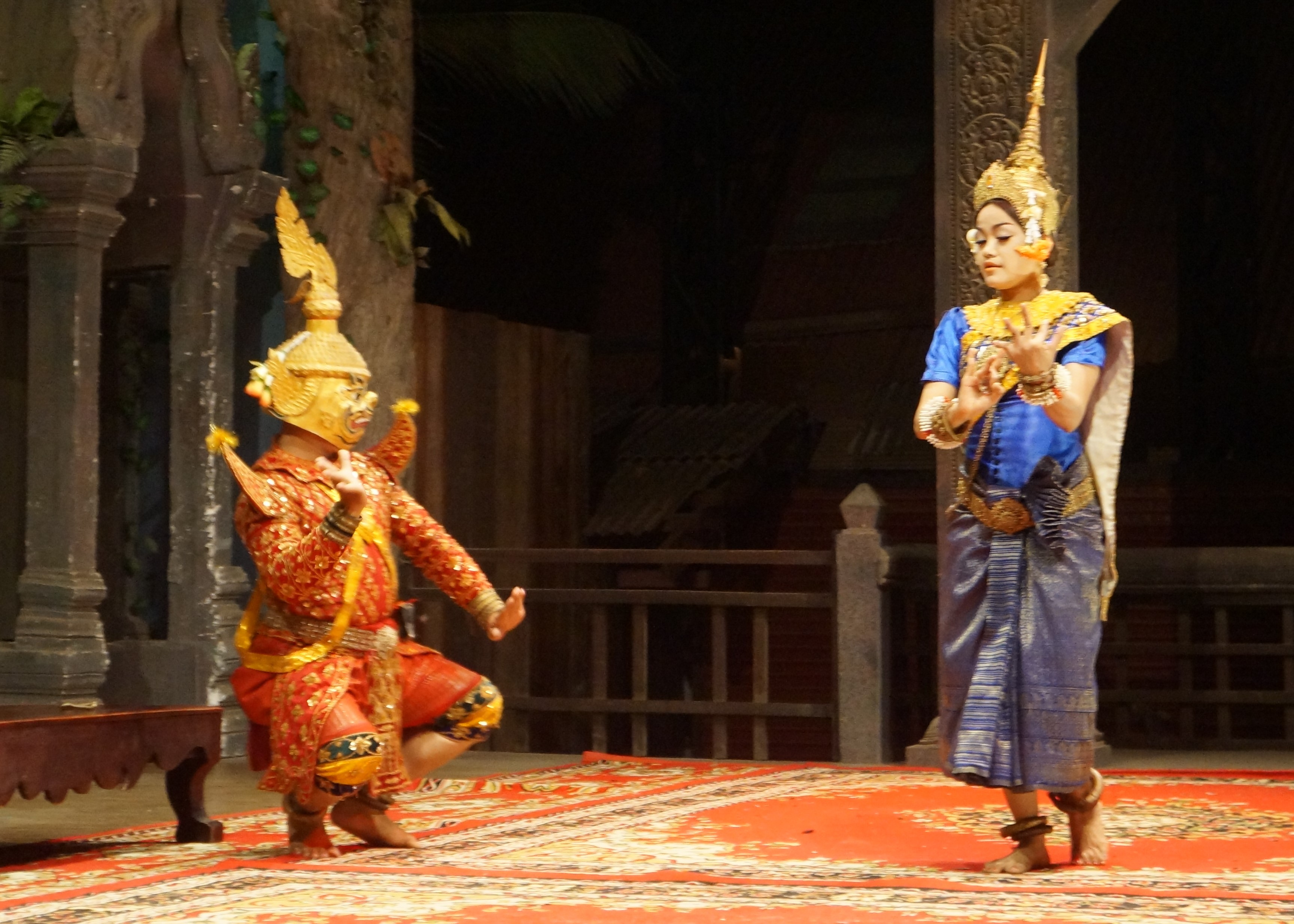
媚卡拉和拉玛逊在柬埔寨皇家芭蕾（英语：Royal ballet of Cambodia）舞蹈中的形象

## 脚注
1. ↑  有一说是红宝石，但大多数造像手持如意宝珠。